# Притыка (Заринский район)
Притыка — упразднённый посёлок в Заринском районе Алтайского края. На момент упразднения входил в состав Яновского сельсовета. Исключен из учётных данных в 1983 году.

## География
Располагался на правом берегу реки Лесной Аламбай (приток Аламбая), в 3,5 км (по-прямой) к северо-востоку от села Яново.

## История
Основан в 1861 г. В 1928 г. деревня Притыка состояла из 36 хозяйств. В административном отношении входила в состав Яновского сельсовета Чумышского района Барнаульского округа Сибирского края.
Решением Алтайского краевого исполнительного комитета от 27.07.1983 года № 270 поселок исключен из учётных данных.

## Население
В 1926 г. в деревне проживало 224 человека (95 мужчин и 129 женщин), основное население — русские.